# یحیی کعبی
یحیی کعبی (انگلیسی: Yahya Kabi؛ زادهٔ ۱ ژوئیهٔ ۱۹۸۷) یک بازیکن فوتبال اهل عربستان سعودی است.
از باشگاه‌هایی که در آن بازی کرده‌است می‌توان به الوحده عربستان، الهلال عربستان، الوطنی عربستان، الفتح عربستان، و الشعله عربستان اشاره کرد.